# Wim Claeys
Wim Claeys (Gent, 15 april 1972) is een Belgisch muzikant en cabaretier. Hij is bezieler van de Gentse zangstonde en tot in 2008 ook van de Boombals.

## Levensloop
in 1972 werd Wim Claeys geboren als zoon van Stefaan Claeys en Yvonne Van De Steene. Wim groeide op in de Gentse Dampoortwijk en speelde veel buiten waar hij vertrouwd raakte met het plaatselijke dialect. Vanuit de achtergrond van zijn vader bij het Vlaamsch Nationaal Verbond (en drie jaar bij de Waffen-SS) ging ook zoon Wim naar het Vlaams Nationaal Jeugdverbond en werd als hardliner leider bij de stormers. Tijdens zijn studies voor leraar wiskunde werd hij lid van de Nationalistische Studentenvereniging.
In 1991 maakte hij kennis met traditionele volksmuziek als blokfluit- en doedelzakspeler in de Wase volksdansvereniging Drieske Nijpers. Hij ging ook meespelen met de groep Kapstok met een repertoire van vuile liedjes en volksdansmuziek (tot 1994). In de zomer van 1992 ontmoet hij tijdens een folkmuziekstage in Gooik Wouter Vandenabeele, die hem wees op folkjamsessies in café Den Hemel in Gent waar hij regelmatig ging meespelen op zijn tinwhistle. Hij ontmoette er onder meer doedelzakspeler Stefan Timmermans en dwarsfluitspeler Maarten Marchau. Het charisma van G.T. Moore bracht er tal van folkmuzikanten samen.. Tijdens de zomerstage van 1993 in Gooik leerde Wim het diatonisch accordeon kennen en kocht zelf zijn Hohner Goudbrand. In 1994 vervoegde hij Ethno, een internationaal kamp voor jonge folkmuzikanten in Zweden. Hij wilde zich meteen in een volksmuziekschool inschrijven, maar moest hiervoor eerst viool leren spelen aan een Vlaamse muziekacademie. In schooljaar 1995-1996 volgde hij een intensieve opleiding volksmuziek aan de Folkhögskola in de Zweedse stad Hudiksvall.
Eind 1996 startte hij de folkgroep Ambrozijn met Tom Theuns, Wouter Vandenabeele, Jo Van Bauwel en Soetkin Collier . Hij werd artistiek leider van Ethno (en bleef dat tot 2001). In 1997 ging hij van start als leraar diatonisch accordeon in Gent, Brussel en Sint-Niklaas. Op 30 juni 1998 stopte hij als leerkracht wiskunde om voltijds muzikant en muziekleraar te worden. Hij organiseert stages en workshops als artistiek leider van onder meer  Flanders Ethno in Tervuren. In 1999 startte hij in folkclub 't Eynde in Belsele een jaarlijkse accordeonstage en vormde met Didier Laloy het duo Claeys-Laloy. Deze formatie groeide uit tot de trekzakgroep Tref met ook Bruno Le Tron en Frédéric Malempré op percussie en won in 2001 de Klara-muziekprijs voor het debuutalbum 'Accordéon diatonique'.
In 2000 organiseerde Claeys bij wijze van aanvulling op de accordeonlessen volksdans met live muziek, wat uitgroeide tot de breed gedragen boombals. Datzelfde jaar startte hij met Maarten Decombel de groep GÖZE. In 2001 werd hij studiocoach en producent bij Appel records van de platen Dansend Folk, Jong Folk, en Jong Folk Fars. In 2002 werd hij accordeonleraar aan de Stedelijke Academie voor Muziek en Woord in Ieper en organiseerde in samenwerking met Folkfestival Dranouter het folkkamp DoedelYouDo?.
In 2003 werd hij zelfstandige kunstenaar in hoofdberoep en lanceerde het platenlabel Kloef Music. In 2004 werd hij gastdocent op het Europees Muziekfestival voor de Jeugd waar hij werkte met jongeren die eerder in klassieke ensembles spelen. In 2005 publiceerde hij een cursusboek Leren trekken als je juist geduwd hebt in 100 lessen. In 2007 maakte hij in opdracht van Jeugd en Muziek een lesprogramma voor het secundair onderwijs. Hij speelt regelmatig solo en begint met de groep Harakiwi bruggen te slaan tussen folk en jazz. In 2010 organiseerde hij voor de eerste keer Flanders Ethno en nam zo de fakkel over van Ivo Lemahieu. In 2013 publiceerde hij in eigen beheer Gentse liedjes, een bloemlezing van liedjesteksten uit de 19e en 20e eeuw.
Sinds 2015 organiseert hij ook het jeugdkoor De Gentse Stemband.

## Groepen
- 1991-1994: Kapstok: vuile liedjes en volksdansmuziek
- 1995: Vilse en Nörnäva, groepen waarmee hij speelde tijdens zijn verblijf aan de volksmuziekschool in Zweden en in 1996 ook in Vlaanderen rondtoerde
- 1996-2007: Ambrozijn
- 1997-2001: Olla Vogala als accordeonist.
- 1999- : Claeys-Laloy, duo project met Didier Laloy dat uitmondt in de groep Tref
- 2000- : GÖZE akoestische duo met gitarist Maarten Decombel
- 2004: Folk² (ondertussen hernoemd tot Living Roots) op vraag van Koen Garriau
- 2007- : Harakiwi, een jazzfolk balgroep met Maarten Decombel (gitaar), Toon Van Mierlo (saxen en doedels), Bram Weijters (Fender-Rhodes), Joey Magnus (contrabas), Louis Favre (drums)

Daarnaast is hij ook gastmuzikant en speelt hij nu en dan in mee in "gelegenheidsformaties".

## Discografie
| Jaar | Titel                              | Groep                      |
| ---- | ---------------------------------- | -------------------------- |
| 1998 | Ambrozijn                          | Ambrozijn                  |
| 2000 | Naradie                            | Ambrozijn                  |
| 2003 | De Hertog van Brunswijk            | Ambrozijn i.s.m. Paul Rans |
| 2001 | accordéon diatonique               | Tref                       |
| 2007 | Loop to the moon                   | Tref                       |
| 2006 | Krakalin                           | Ambrozijn                  |
| 2004 | Botsjeribo                         | Ambrozijn                  |
| 2007 | Ambrozijn 10 jaar                  | Ambrozijn                  |
| 2002 | Kabonka                            | Ambrozijn                  |
| 2004 | gezellig onderuit zonder elektriek | GÖZE                       |
| 2008 | Quand on est bien amoureux         | GÖZE                       |
| 2007 | Boombal Volume 1                   | Compilatie                 |
| 2007 | Live en Flandre                    | GÖZE & Duo Chabenat Paris  |
| 2012 | Dampf                              | Tref                       |